# 瓦里斯库尔
瓦里斯库尔（法語：Variscourt）是法国皮卡第大区埃纳省的一个市镇，属于拉昂区埃纳河畔讷沙泰勒县。该市镇2009年时的人口为197人。

## 人口
瓦里斯库尔人口变化图示
| 数据来源：INSEE |